# مارغريت نوريس
مارغريت نوريس (بالإنجليزية: Marguerite Norris)‏ هي سيدة أعمال أمريكية، ولدت في 16 فبراير 1927 في شيكاغو في الولايات المتحدة، وتوفيت في 1 مايو 1994 في واتربوري في الولايات المتحدة.